# Brione, Lombardiet
Brione är en ort och kommun i provinsen Brescia i regionen Lombardiet i Italien. Kommunen hade 721 invånare (2018).